# Moritz Rühlmann
Christian Moritz Rühlmann (Dresden, 15 de fevereiro de 1811 – Hannover, 16 de janeiro de 1896) foi um matemático e engenheiro mecânico alemão, professor da Höhere Gewerbeschule em Hannover.

## Vida

### Família
Moritz Rühlmann foi irmão do músico de Dresden Adolf Julius Rühlmann e casou com Mathilde Grosse. Tio de Richard Rühlmann e avô de Moritz Weber.

### Carreira
Após a escola pública Rühlmann frequentou a partir de 1829 a Technische Bildungsanstalt zu Dresden, onde em 1835 assumiu o cargo de professor auxiliar de matemática, em 1836 foi professor em tempo integral de matemática aplicada na königliche Gewerbeschule in Chemnitz. Em 1837/1838 realizou várias viagens dentre outras para a França, Bélgica e Suíça, a fim de obter conhecimento sobre a indústria local. Em 1840 obteve um doutorado na Universidade de Jena e foi nomeado professor de matemática aplicada e engenharia mecânica na Höhere Gewerbeschule em Hannover. um de seus alunos foi Franz Frese.
Em 1892 foi eleito membro da Academia Leopoldina.

## Obras
- Die technische Mechanik und Maschinenlehre (1842–44)
- Allgemeine Maschinenlehre (1862–74)
- Vorträge über Geschichte der technischen Mechanik und theoretischen Maschinenlehre (1885) online
- Allgemeine Maschinenlehre nach den Vorträgen des Herrn Professor Dr. Rühlmann (Manuskript, heute in der University of Pennsylvania) online